# Danielle von Zerneck
Danielle von Zerneck (North Hollywood, Los Ángeles, 21 de diciembre de 1965) es una actriz y productora cinematográfica estadounidense, reconocida principalmente por su participación en los largometrajes My Science Project y La bamba y en la serie de televisión General Hospital.

## Biografía
Von Zerneck inició su carrera apareciendo en anuncios comerciales y telefilmes. Entre 1983 y 1984 interpretó el papel de Louisa "Lou" Swenson en el serie de televisión General Hospital, y un año después apareció en el largometraje My Science Project. En 1987 interpretó a Donna Ludwig, la novia del músico Ritchie Valens en la película La bamba. Su última aparición como actriz se dio en el año 2001 en el telefilme Acceptable Risk, basado en la novela del mismo nombre del autor Robin Cook. Desde entonces se ha desempeñado como productora para cine y televisión, involucrándose en la producción de obras como Recovery Road, No One Would Tell y Christmas on Honeysuckle Lane.

## Vida personal
Danielle es hija del productor cinematográfico Frank von Zerneck y de la actriz Julie Mannix, siendo su abuelo materno el autor Daniel P. Mannix. En 1989 se casó con James Fearnley, músico británico perteneciente a la agrupación folk-punk The Pogues. No tuvieron hijos.

## Filmografía

### Cine
| Año  | Título              | Papel         | Notas        |
| ---- | ------------------- | ------------- | ------------ |
| 1976 | Tunnel Vision       | Hija          |              |
| 1985 | My Science Project  | Ellie Sawyer  |              |
| 1987 | La Bamba            | Donna Ludwig  |              |
| 1988 | Under the Boardwalk | Allie         |              |
| 1988 | Dangerous Curves    | Michelle West |              |
| 1989 | Tale of Two Sisters | Bug Girl      |              |
| 1990 | Arduous Moon        | Shana         | Cortometraje |
| 1992 | Deuce Coupe         | Virginia      |              |
| 1995 | Living in Oblivion  | Wanda         |              |

### Televisión
| Año     | Título                                    | Papel                | Notas            |
| ------- | ----------------------------------------- | -------------------- | ---------------- |
| 1977    | Sharon: Portrait of a Mistress            | Heather              | Telefilme        |
| 1983-84 | General Hospital                          | Louisa "Lou" Swenson | Papel recurrente |
| 1984    | Summer Fantasy                            | Denise Biaggi        | Telefilme        |
| 1986    | Foley Square                              |                      | 1 episodio       |
| 1986    | Walt Disney's Wonderful World of Color    | Susie Fratelli       | 1 episodio       |
| 1987    | Spenser: For Hire                         | Lisa Bodman          | 1 episodio       |
| 1987    | Family Ties                               | June                 | 1 episodio       |
| 1988    | ABC Afterschool Special                   | Samm Matian          | 1 episodio       |
| 1989    | CBS Summer Playhouse                      | Holly Hagen          | 1 episodio       |
| 1990    | By Dawn's Early Light                     | Esposa de Radnor     | Telefilme        |
| 1990    | Opposites Attract                         | Sky                  | Telefilme        |
| 1991    | Doogie Howser, M.D.                       | Shannon Nichols      | 1 episodio       |
| 1992    | Survive the Savage Sea                    | Susan                | Telefilme        |
| 1992    | Woman with a Past                         | Tammy                | Telefilme        |
| 1993    | Dream On                                  | Kat                  | 1 episodio       |
| 1993    | Beyond Suspicion                          |                      | Telefilme        |
| 1995    | Deadly Invasion: The Killer Bee Nightmare | Linda                | Telefilme        |
| 1997    | Holiday in Your Heart                     | Fotógrafa            | Telefilme        |
| 2001    | Acceptable Risk                           | Gloria               | Telefilme        |